# Cuevas Labradas
Cuevas Labradas település Spanyolországban, Teruel tartományban. Cuevas Labradas Teruel, Peralejos és Corbalán községekkel határos. Lakosainak száma 136 fő (2024).

## Népesség
A település népessége az utóbbi években az alábbiak szerint változott:
| Lakosok száma | 155  | 162  | 146  | 141  | 128  | 127  | 126  | 132  | 133  | 136  |
|               | 2001 | 2004 | 2007 | 2009 | 2012 | 2014 | 2017 | 2019 | 2022 | 2024 |